# Буденбах
Буденбах (нем. Budenbach) — община в Германии, в земле Рейнланд-Пфальц. 
Входит в состав района Рейн-Хунсрюк. Подчиняется управлению Зиммерн.  Население составляет 173 человека (на 31 декабря 2010 года).

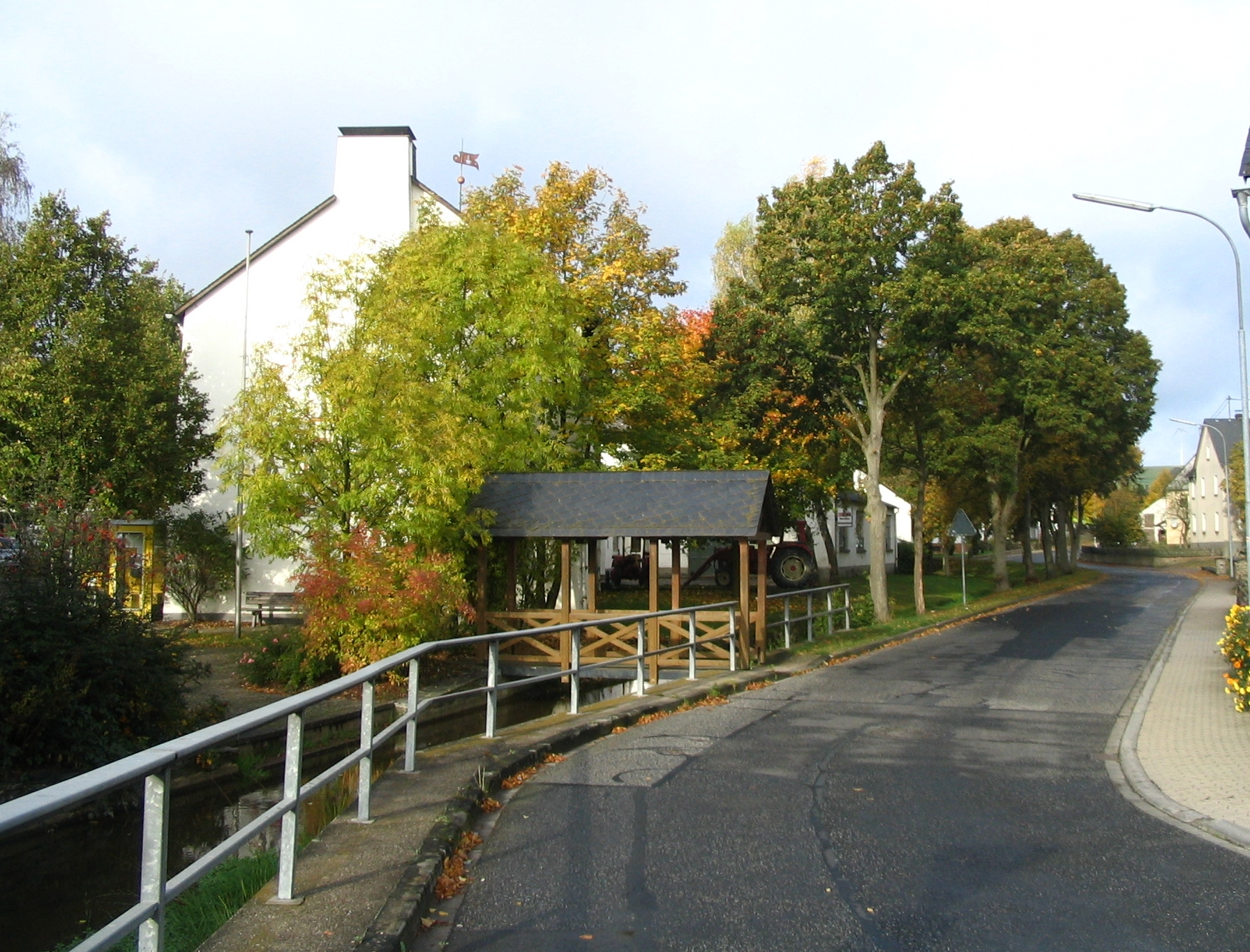
Буденбах